# Houstonia pusilla
 (septembre 2021).
Si vous disposez d'ouvrages ou d'articles de référence ou si vous connaissez des sites web de qualité traitant du thème abordé ici, merci de compléter l'article en donnant les références utiles à sa vérifiabilité et en les liant à la section « Notes et références ».
Espèce
Synonymes
- Ereicoctis crassifolia Kuntze[2]
- Hedyotis caerulea var. minima (Beck) Fosberg[3] [2]
- Hedyotis caerulea var. minor (Michx.) Torr. & Gray[3]
- Hedyotis crassifolia Raf.[3]
- Hedyotis geniculata Raf.[2]
- Hedyotis minima (Beck) T. & G.[3]
- Hedyotis minima (Beck) Torr. & A.Gray[2]
- Houstonia caerulea var. minor (Michx.) Pursh[2]
- Houstonia geniculata Raf.[2]
- Houstonia linnaei var. minor Michx.[2]
- Houstonia minima Beck[3] [2]
- Houstonia patens Ell.[3]
- Houstonia patens Elliott[2]
- Oldenlandia caerulea var. patens (Elliott) M.Gómez[2]
- Oldenlandia patens (Elliott) Chapm.[2]

Houstonia pusilla  est une espèce de plantes de la famille des Rubiaceae qui est originaire des États-Unis.

## Répartition
Houstonia pusilla est commune dans le Sud-Est et le centre des États-Unis. Elle se rencontre du Texas à la Floride et, vers le nord, jusqu'au Delaware et au Dakota du Sud. Il y a également une population isolée à Pima Comté en Arizona.

## Description
Houstonia pusilla est une plante basse de 15 cm de hauteur voire moins. Sa fleur à quatre lobes et au centre jaune mesure de 6,4 à 8,4 mm de diamètre. La plante a une forme de rosette centrale et un feuillage herbacé vert avec des feuilles jusqu'à 13 mm de long. Les feuilles sont opposées et chaque fleur pousse à partir d'une seule branche poussant à l'aisselle des feuilles. 
Cette plante a besoin de plein soleil et fleurit au printemps et au début de l'été. 
C'est un couvre-sol qui se multiplie par auto-ensemencement et pousse dans un sol légèrement acide où l'herbe est fine et l'humidité est suffisante pour soutenir la plante. 